# Dictyophara dixoni
Dictyophara dixoni är en insektsart som beskrevs av William Lucas Distant 1906. Dictyophara dixoni ingår i släktet Dictyophara och familjen Dictyopharidae. Inga underarter finns listade i Catalogue of Life.